# 狭山稲荷山公園

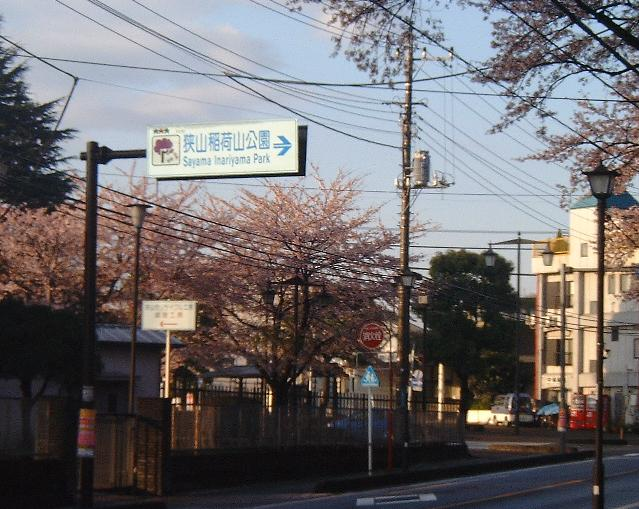
公園看板

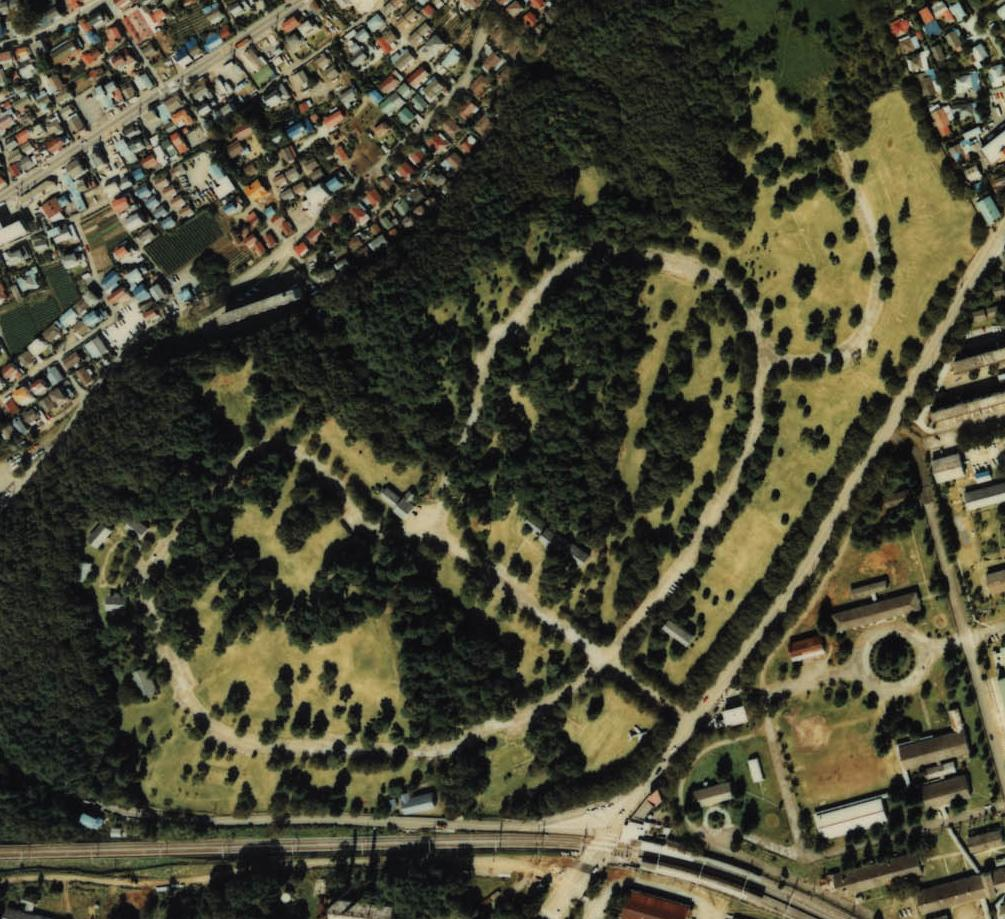
1990年度撮影の航空写真。右下が稲荷山公園駅。。

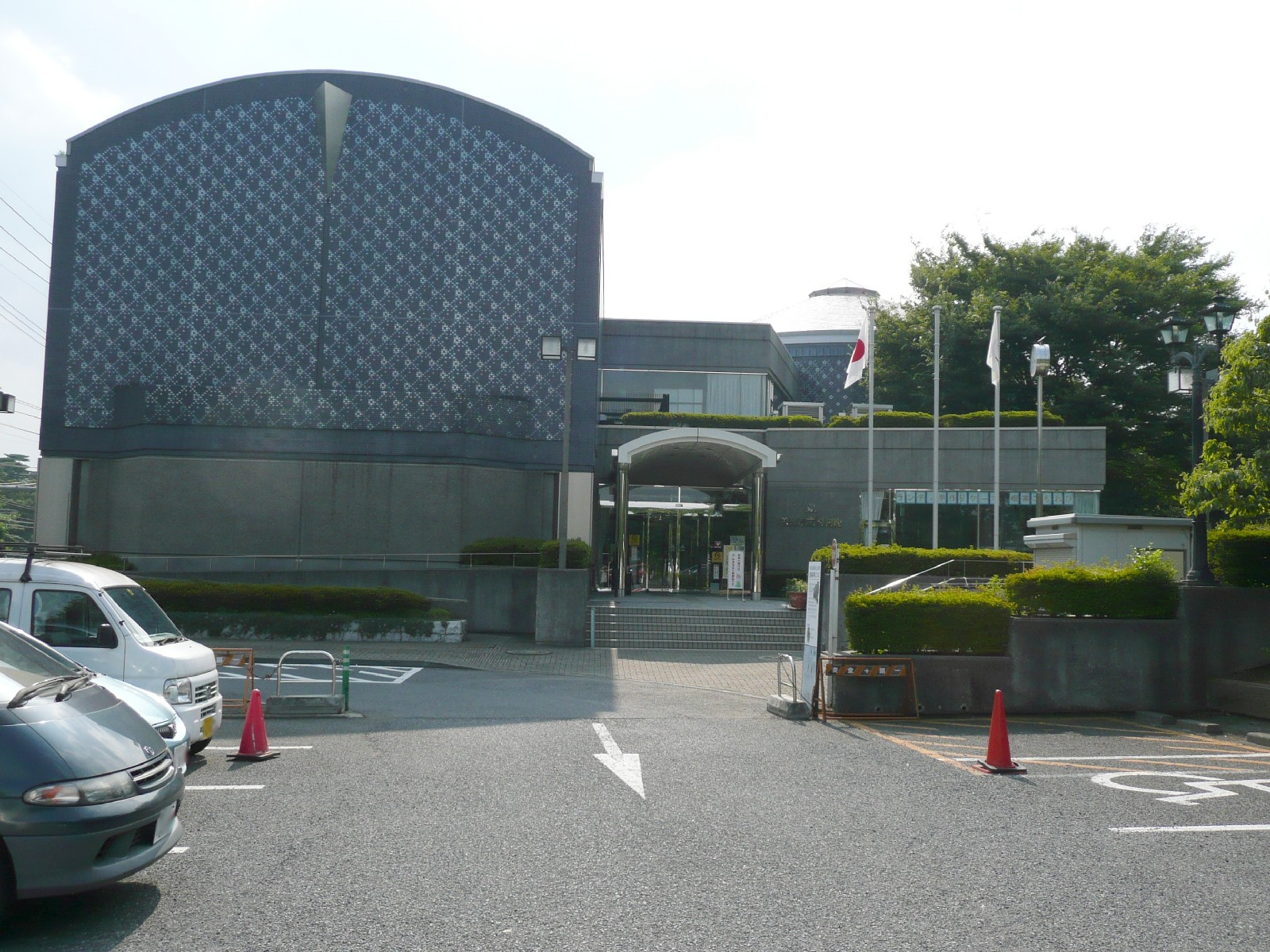
狭山市立博物館

狭山稲荷山公園（さやまいなりやまこうえん）は、埼玉県狭山市稲荷山一丁目にある埼玉県営の都市公園（総合公園）である。

## 概要・歴史
稲荷山公園駅前に位置し、戦後米軍が使用していたジョンソン空軍基地（現　航空自衛隊入間基地）の一部が返還されたもの。1945年（昭和20年）、米軍がこの地を接収した際、基地内の公園として整備したもので、米軍管理下の時代には「ハイドパーク」（Hyde Park）という英語名があり、返還後も周辺住民には長く同名で呼ばれていた。敷地内は近接する周辺地域と同じく主に基地で働く軍人や関係者の住宅用地（housing area）として利用されていたため、1990年代まではアメリカ風建築の廃屋が点在していたが、今は取り壊されている。建築物による異国情緒は無くなったが、造成がアメリカ人の主導によって行われたため、今でもアメリカの公園のような雰囲気を持つ。2003年に市営公園から、県営公園に管轄が変更された。管轄の変更にともない開園時間の限定がなくなり、現在は原則として夜間の立ち入りも禁止されていない。園内には、喫茶店、園外にもレストランが1軒程度ある。春には桜（主にソメイヨシノ）の名所になる。アカマツ・コナラなど木々も多い。また災害時において避難地となる防災公園としての機能も持っている。

## 交通
- 電車：西武池袋線稲荷山公園駅北口（有人改札側）下車、直ぐ
- 路線バス：西武バス・狭山市駅西口～稲荷山公園駅線にて、「稲荷山公園入口」若しくは「稲荷山公園駅」バス停下車
- 車：首都圏中央連絡自動車道狭山日高ICから3km

## 施設
- 狭山市立博物館　　館内にレストラン「コメと茶」が併設されている。
- 桜並木　　ソメイヨシノを中心に約300本の桜がある[3]。桜の開花時期にあわせて夜桜のライトアップも行われる。
- 芝生広場
- 駐車場（101台）
- 障害者用トイレ（水洗式一部汲み取り式）

## 行事

### さやま大茶会
1990年より毎年11月上旬の日曜日に「さやま大茶会」が開催されている。狭山抹茶「明松」（みょうしょう）を用いた埼玉県主催の野点による茶会で、製茶実演や茶及び和菓子・茶を使ったアイデア商品等の茶関連製品販売など物産展も兼ねる。狭山茶の生産地全体の茶会でもあり、地元の茶農家・製茶・販売業者・茶道家らが勢揃いして来場者に茶を振舞う。俳句や生け花発表・尺八や箏曲などの邦楽演奏等も披露される当園最大の行事である。